# 岩崎孝樹
岩崎 孝樹（いわさき こうき、1991年4月30日 - ）は、日本の男性プロレスラー。北海道根室市出身。

## 経歴
2014年
- 11月28日、北沢タウンホールで行われたDNA旗揚げ戦での宮武俊戦でデビュー。

2015年
- 5月2日、KAIENTAI DOJO主催の若手によるK-METAL LEAGUE2015に参戦。先輩レスラーであるK-DOJOの洞口義浩と雄馬から直接白星を挙げている。
- 5月24日、地元北海道で初試合。彰人とのシングルで敗れる。またこの大会に師匠山本喧一も観戦に訪れていた。
- ビアガーデンプロレスの期間中に伊橋剛太と松永智充によるユニット豚ing2015に加入。加入以降はツイッターでリーダー伊橋の日々の言動などをツイートしている。しかし同ユニットは総選挙で得票数が最下位であったことから解散。

2016年
- 2月28日、勝俣瞬馬&樋口和貞のタッグでKO-D6人タッグ王座を戴冠。

2018年
- 8月12日、ガンバレ☆プロレスへの移籍を表明。
- 9月20日、原点回帰プロレス・東京大会でレイ・アンヘルの持つUWAアジアパシフィックヘビー級王座に挑戦[1]。第2代王者となった[2]。

2020年
- 12月25日、元恵比寿マスカッツで元AV女優でタレントの神咲詩織との結婚をTwitterにて発表[3][4]。

2021年
- 3月14日、神咲詩織と結婚[5]。

## 得意技
垂直落下式ブレーンバスター
キャプチュードバスター
バズソーキック
仰向けになった相手の上半身を起こして相手の左側頭部を振り抜いた右足の甲で蹴り飛ばす。
各種キック
三角絞め

## タイトル歴
DDTプロレスリング
- KO-D6人タッグ王座
- キング・オブ・ダーク王座

ストロングスタイルプロレス
- UWAアジアパシフィックヘビー級王座

天龍プロジェクト
- WAR世界6人タッグ王座

ガンバレ☆プロレス
- GWC認定6人タッグ王座

## 入場曲
- WRESTLING PLANT / オリジナル
- Wonderful Life / 矢沢永吉

## エピソード
- 山本喧一のジム「パワー・オブ・ドリーム」出身。
- 初代入場曲は山本の使用していたものを使っていた。
- NMB48の山本彩を推している。
- デビュー一年にもかかわらずヒップの筋肉がパワーアップしすぎたためにコスチュームを2度も破いている。

## 舞台出演
- DDTドラマティックドリームシアターDNA組「櫻農カプリチオ～櫻ヶ丘農業高等学校狂想曲～」（2018年7月5日 ‐ 7日、東京・千本桜ホール）‐ 鶴田太朗 役